# Rich Moore
Rich Moore (Oxnard, 10 maggio 1963) è un regista e produttore cinematografico statunitense, partner commerciale della Rough Draft Studios, Inc..

## Biografia
È stato uno degli artisti che nei primi anni novanta ha ridefinito la prima serata della TV di animazione con il suo lavoro su I Simpson. Ha lavorato come regista de I Simpson, Futurama, Il Critico, Drawn Together, Spy vs Spy (per MADtv) e Baby Blues. È stato anche il regista supervisore di Futurama e Il Critico, supervisionando la produzione creativa di entrambi gli show. Il suo lavoro più recente è stato direttore delle sequenze su I Simpson - Il film e produttore esecutivo del film in DVD di Futurama. Ha studiato animazione alla California Institute of the Arts e ha ricevuto due Emmy Awards, un Annie Award e un premio Reuben per il suo lavoro come regista.
Ha inoltre lavorato recentemente come regista supervisore della serie televisiva della Fox Sit Down, Shut Up, che ha debuttato nel 2009. Successivamente ha diretto tre film della Walt Disney Animation Studios: Ralph Spaccatutto (2012), Zootropolis (2016) e Ralph Spacca Internet (2018). Nell'aprile 2019 lascia i Walt Disney Animation Studios per passare alla Sony Pictures Animation, per poi passare alla Skydance Animation nel 2022.

## Filmografia

### Regista

#### Lungometraggi
- Ralph Spaccatutto (Wreck-It Ralph) (2012)
- Zootropolis (Zootopia), co-regia di Byron Howard (2016)
- Ralph spacca Internet (Ralph Breaks the Internet), co-regia di Phil Johnston (2018)

#### Cortometraggi
- Duck Dodgers in L'attacco dei droni (Duck Dodgers in Attack of the Drones) – cortometraggio direct-to-video (2004)

#### Televisione
- I Simpson (The Simpsons) – serie TV, 17 episodi (1990-1993)
- The Critic – serie TV, 3 episodi (1994-1995)
- Futurama – serie TV, 5 episodi (1999-2001)
- Baby Blues – serie TV, episodio 1x02 (2000)
- Drawn Together – serie TV, episodi 2x05-2x14 (2005-2006)
- Sit Down, Shut Up – serie TV, 6 episodi (2009)

### Doppiatore

#### Lungometraggi
- Ralph spacca Internet (Ralph Breaks the Internet), regia di Phil Johnston e Rich Moore (2018)
- Spellbound - L'incantesimo (Spellbound), regia di Vicky Jenson (2024)

### Produttore

#### Lungometraggi
- Ralph Spaccatutto (Wreck-It Ralph) (2012)
- Zootropolis (Zootopia), co-regia di Byron Howard (2016)
- Ralph spacca Internet (Ralph Breaks the Internet), co-regia di Phil Johnston (2018)
- Vivo, regia Kirk DeMicco (2021)

## Premi e riconoscimenti
- 2002 - Premio Emmy per Roswell That Ends Well
- 2002 - Annie Awards per Roswell That Ends Well
- 2012 - Annie Awards per Ralph Spaccatutto
- 2013 - Nomination Golden Globe per Ralph Spaccatutto
- 2013 - Nomination Academy Awards per Ralph Spaccatutto
- 2016 - Golden Globe per il miglior film d'animazione per Zootropolis
- 2017 - Academy Awards Miglior film d'animazione per Zootropolis
- 2019 - Nomination Academy Awards per Ralph spacca Internet